# Майлгун Младший
Майлгун Младший (валл. Maelgwn Fychan) (1208—1257) — старший сын Майлгуна ап Риса, короля Дехейбарта.
Майлгун женился на Анхарад, дочери Лливелина Гвинедского.
В 1231 году его отец, Майлгун, умирает. Майлгун не смог получить трон Дехейбарта, королём которого был Рис Григ. Вскоре Майлгун напал на город Кардиган и разграбил его и сжёг до ворот замка, при этом он убил всех горожан, которых нашёл, и вернулся с победой и неисчислимой добычей. Тогда же он разрушил мост через Тейви. Майлгун пришёл в Кардиган во второй раз вместе с Оуайном, который был сыном Грифида Поуисского, и людьми Лливелина, и осадил замок и разрушал его при помощи катапульт до тех пор, пока гарнизон не вынужден был сдаться.
Майлгун упоминается в 1252 году, когда он разграбил по приказу короля, Элфаэл, потому что люди Элвайла пытались использовать пастбища Элведа.
В 1254 году Гвенллиан, дочь Майлгуна, умерла в Ланвиангел Гелинхроде в день Святой Екатерины; и её тело было с почестями погребено в монастыре Истрад Флир, в здании капитула.
В 1255 году умерла Маргаред, дочь Майлгуна, жена Оуайна, лорда Кедевайна. И был куплен за 27 марок, 5 шиллингов и двух коров большой колокол Истрад Флира. И он был установлен в день Святого Апостола Варфоломея, и был освящён епископом Бангора. В этом же году умер Рис, сын Майлгуна. А 28 сентября 1255 году умер его другой сын, Маредид.
В 1257 году умер и сам Майлгун. Его тело было погребено в здании капитула Истрад Флира.
У его старшего сына, Риса, было два сына: Рис Иеуанк и Лливелин.